# Gare de Vaise - Gérard Collomb (métro de Lyon)
Gare de Vaise - Gérard Collomb est une station de métro française de la ligne D du métro de Lyon, située place de Paris à proximité de la gare de Lyon-Vaise, dans le quartier de Vaise dans le 9e arrondissement de Lyon, préfecture de la région Auvergne-Rhône-Alpes.
Elle est mise en service en 1997, lors de l'ouverture à l'exploitation du prolongement de la ligne D vers le nord depuis la station Gorge de Loup.
A l'origine nommée Gare de Vaise, elle est renommée « Gare de Vaise - Gérard Collomb » en 2024 en hommage à l'ancien maire de Lyon, mort en novembre 2023.

## Situation ferroviaire
La station terminus Gare de Vaise - Gérard Collomb est située sur la ligne D du métro de Lyon, après la station Valmy.

## Histoire

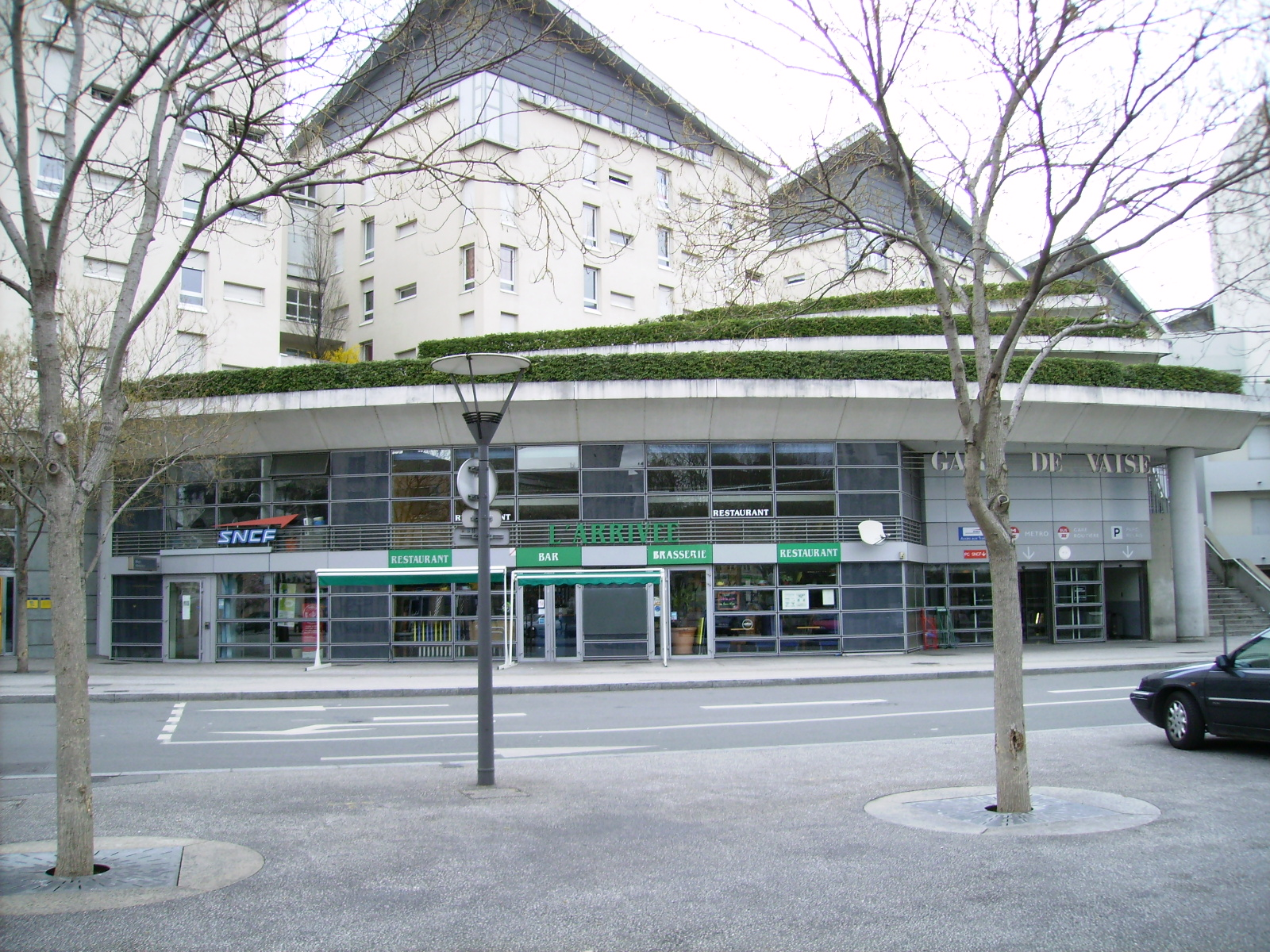
L'entrée depuis la place de Paris.

La station « Gare de Vaise » est mise en service le 28 avril 1997, lors de l'ouverture officielle de l'exploitation du prolongement de la ligne D du métro de Lyon de la station Gorge de Loup à la gare SNCF de Vaise.
Construite en tranchée ouverte à l'extrémité d'un prolongement  creusé au tunnelier, elle est édifiée suivant un plan classique de deux voies encadrées par deux quais latéraux. La station a été réalisée par le cabinet d'architecture Didier-Noël Petit et associés, qui a dessiné une station intégrée au sein d'un projet plus global impliquant la reconstruction de la gare de Lyon-Vaise, son intégration au sein d'un pôle d'échanges intermodal et la construction au-dessus de la station d'un parc relais et d'un ensemble de logements étudiants.
Il n'y a pas de personnel, des automates permettent l'achat et d'autres le compostage des billets. Étant récente, elle équipée d'origine d'ascenseurs pour les personnes à mobilité réduite et a été équipée de portillons d'accès le 28 juin 2005.
Le 11 décembre 2023, le président de la Métropole de Lyon Bruno Bernard annonce que le nom de l'ancien maire de Lyon Gérard Collomb, décédé en novembre, sera accolé au nom de la station, en mémoire de son engagement pour le 9e arrondissement. Cette dénomination est officialisée le 20 juin 2024, jour de l'anniversaire de Gérard Collomb.

## Service des voyageurs

### Accueil
La station compte quatre accès débouchant à trois endroits différents : à l'est sur la rue du 24 mars 1852, au sud sur la place de Paris avec deux accès côte à côte et au milieu de la galerie de la gare routière, située juste au-dessus des quais.
Elle dispose dans chacun des accès de distributeur automatique de titres de transport et de valideurs couplés avec les portillons d'accès.

### Desserte
Gare de Vaise est desservie par toutes les circulations de la ligne.

### Intermodalité
La station est associée à une gare routière et une gare SNCF (TER Auvergne-Rhône-Alpes), ce qui en fait un pôle multimodal. Les bus desservent principalement la banlieue Nord-Ouest de Lyon. Une liaison rapide, via un site propre composé d'un viaduc long d'environ 360 mètres au-dessus de la gare SNCF puis d'un tunnel de 560 mètres, assure la relation entre la gare de Vaise et La Duchère.
La gare routière du pôle multimodal de la Gare de Vaise est desservie par le réseau Transports en commun lyonnais (TCL) via la ligne de trolleybus C14 et les lignes de bus C6 et C6E, 2, 10
et 10E, 20, 21, 22, 23, 31, 43, 61, 71, 84, 89/89D, N82 et S11, ainsi que les lignes 115 et 118 du réseau Les cars du Rhône. Une ligne du réseau TCL, la ligne 942 (ligne de car) relie la base 942 Mont Verdun à la gare de Vaise à raison d'un départ par jour et par sens
La gare routière est actuellement la plus importante quant au nombre de lignes de bus du réseau TCL, avec 21 lignes, devant Part-Dieu (16), Gorge de Loup (13) et Perrache (11).
Outre les rues et places avoisinantes, elle permet de rejoindre à pied différents sites, notamment : le stade Joseph Boucaud, le centre de Vaise, les anciens quartiers industriels et les bords de la Saône.

## Œuvre d'art
La station compte une œuvre d'art située sur le quai d'arrivée.
Il s'agit de l'œuvre baptisée « Complément d'Image », réalisée par Victor Bosch, qui représente trois turbines couvertes d'une vitre bombée, posée sur un mur de photos en noir et blanc, sur lesquelles sont fixés des moulages colorés. L'œuvre traite de la place de l'image dans un monde urbanisé.

## Galerie

### Station de métro

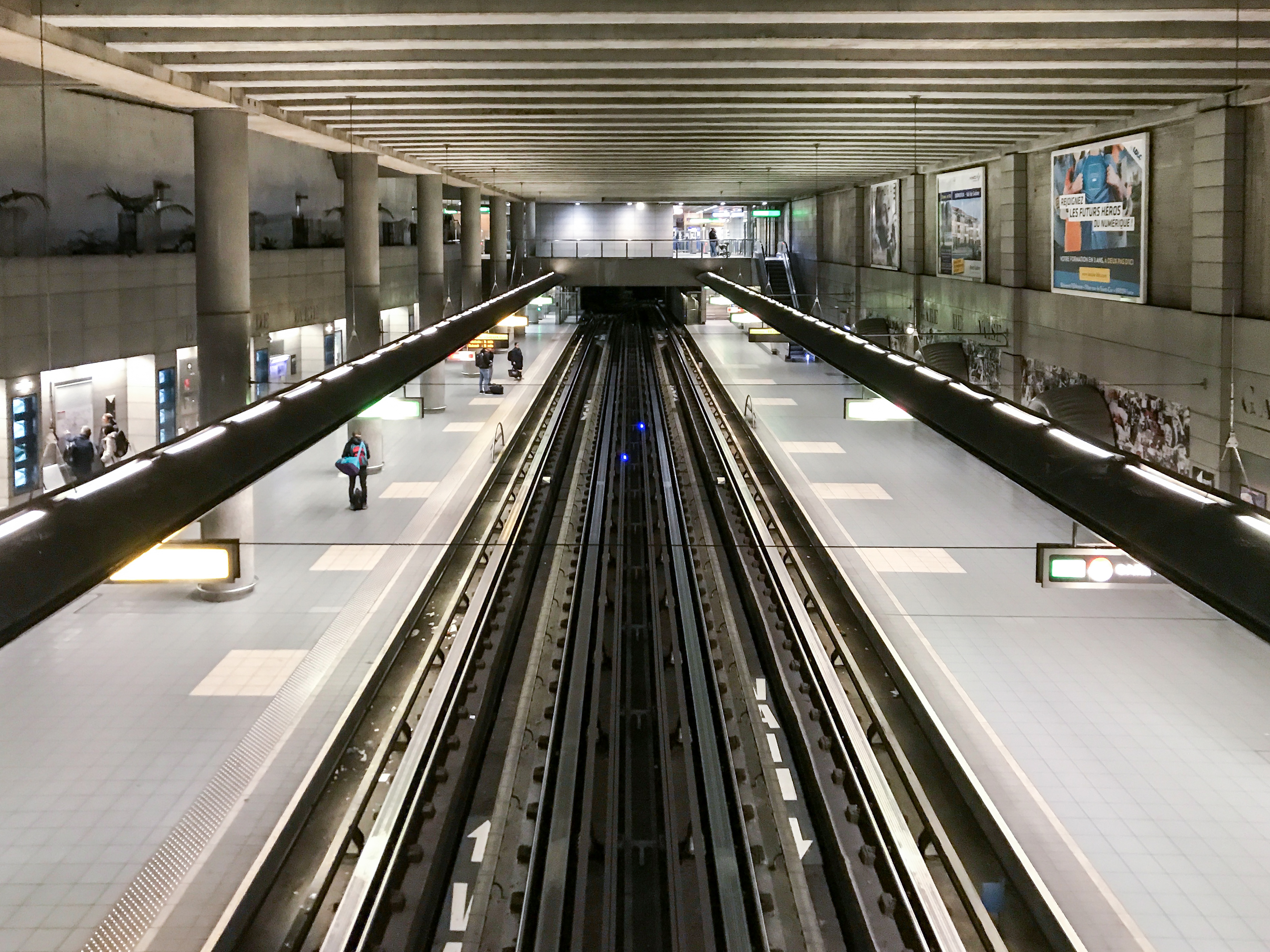
Voies et quais de la station de métro
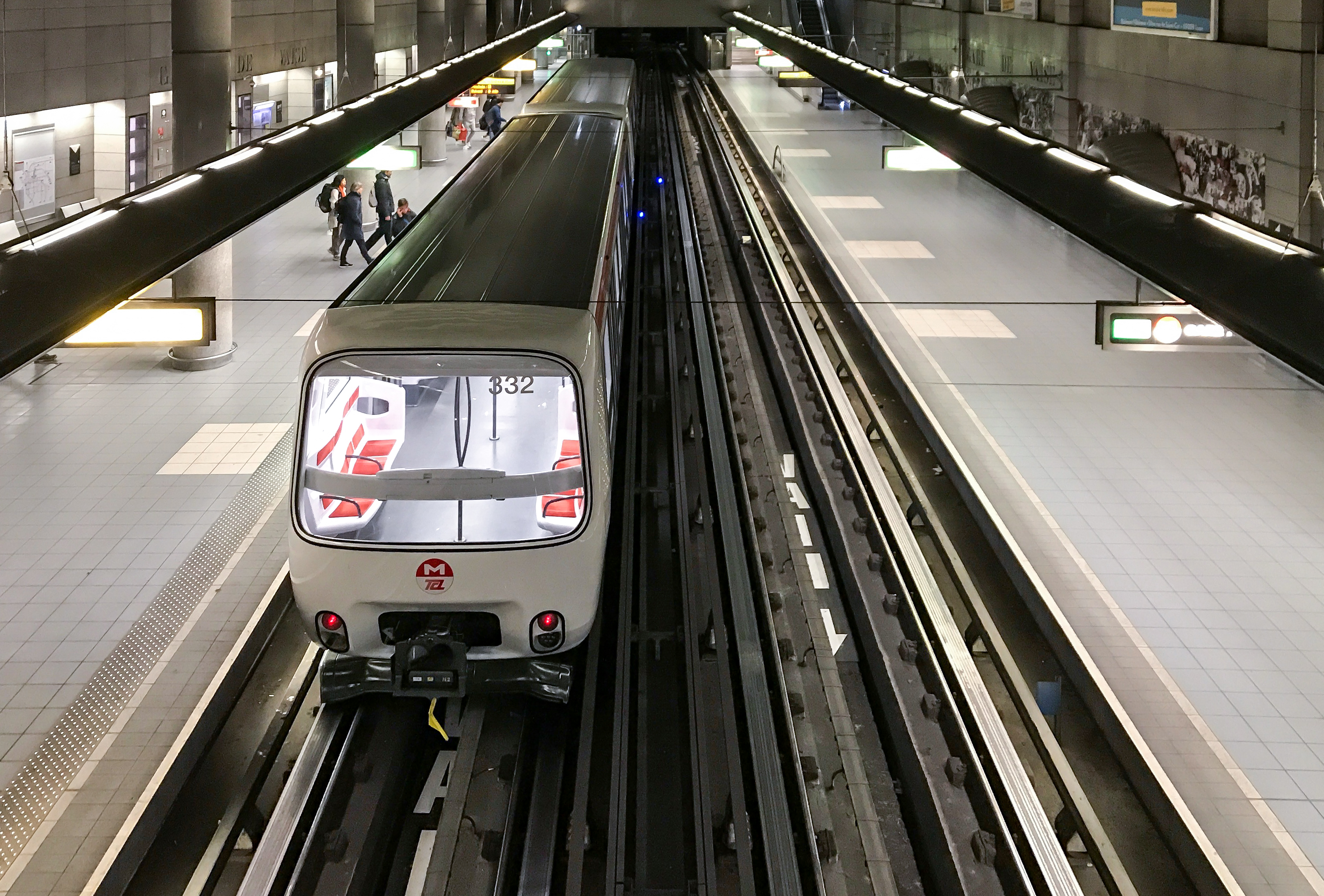
Rame MPL 85 à quai direction Gare de Vénissieux.
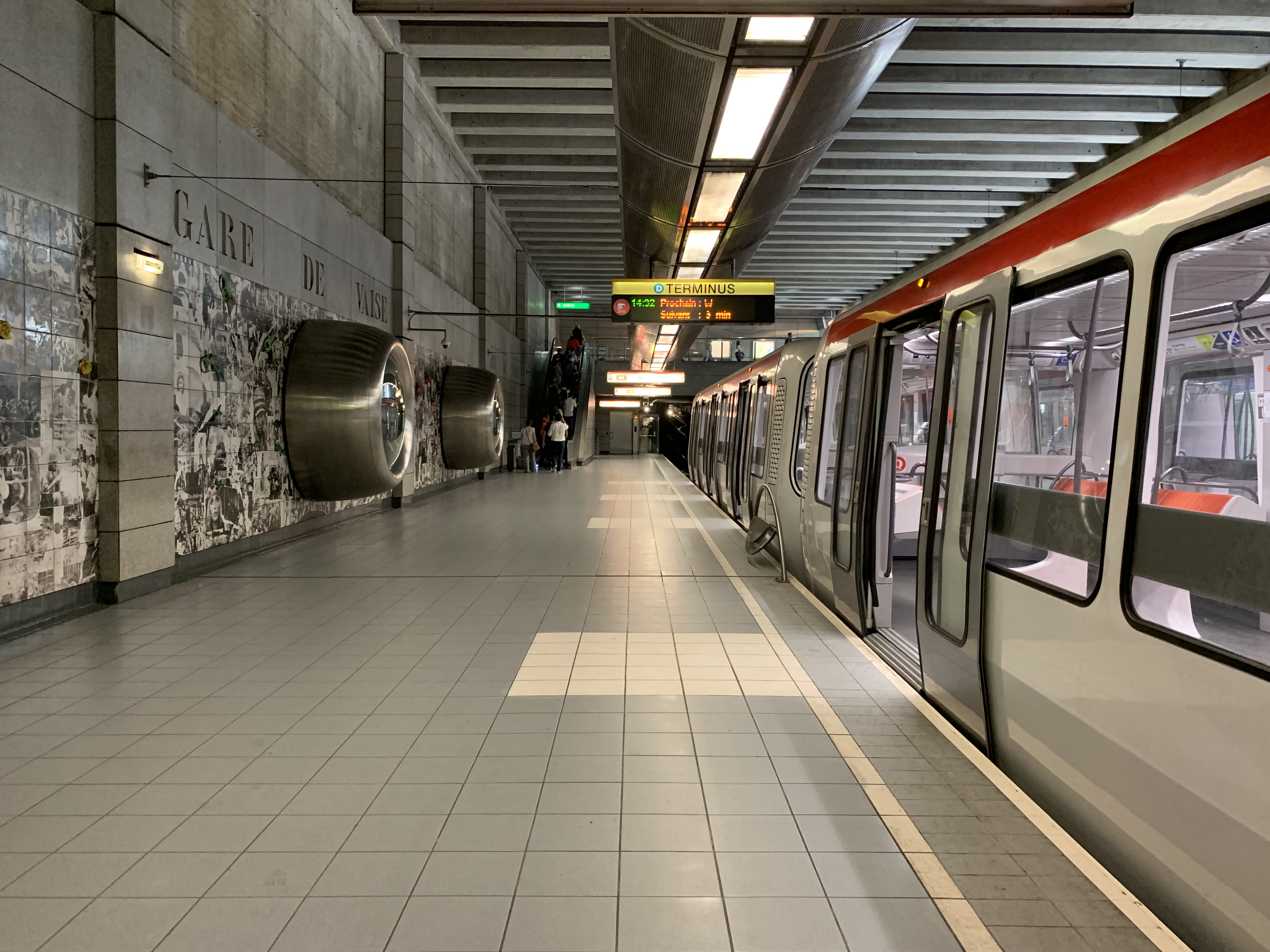
Quai terminus et rame MPL 85 à quai
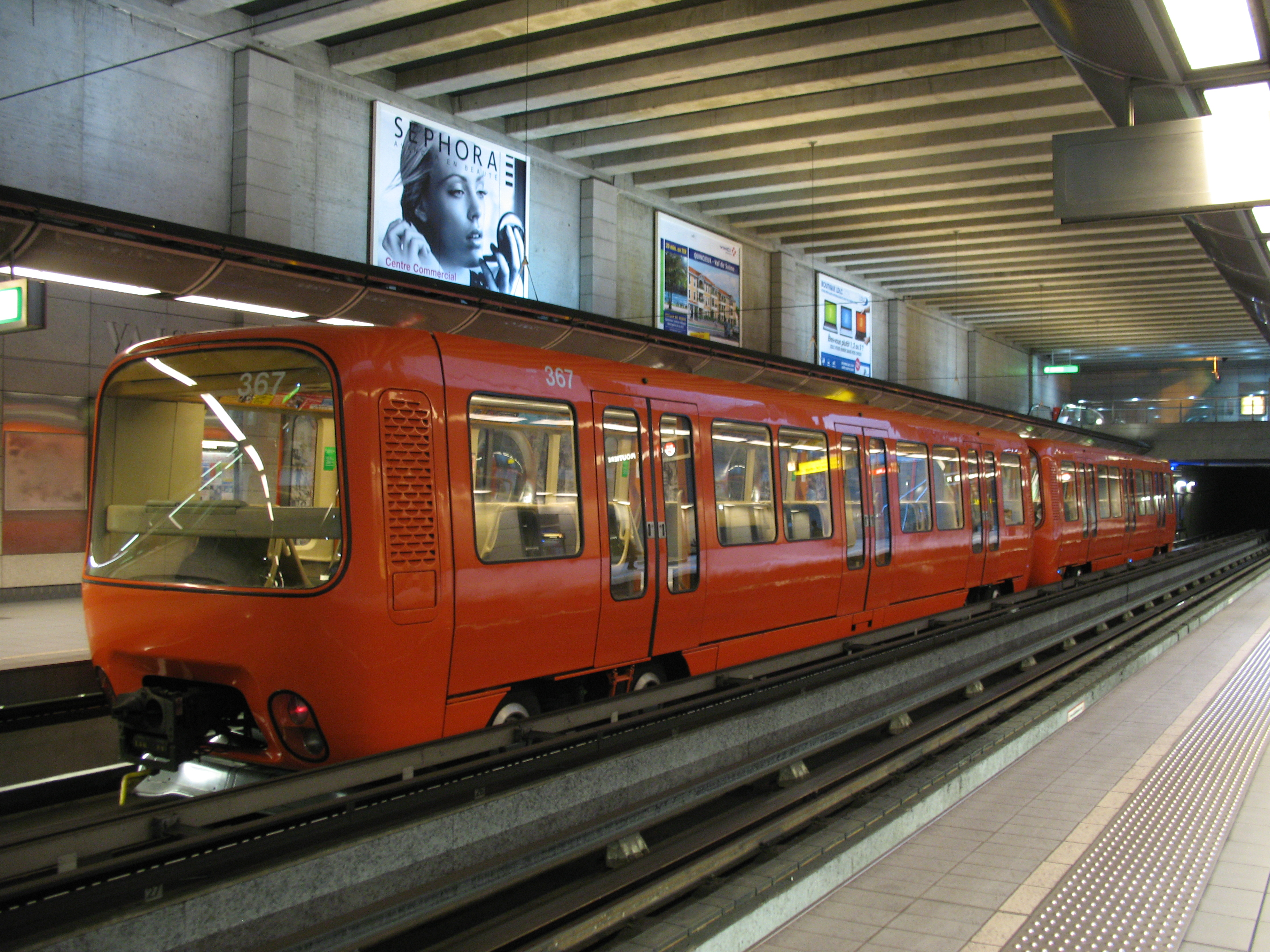
Rame MPL 85 au quai terminus

### Pôle multimodal

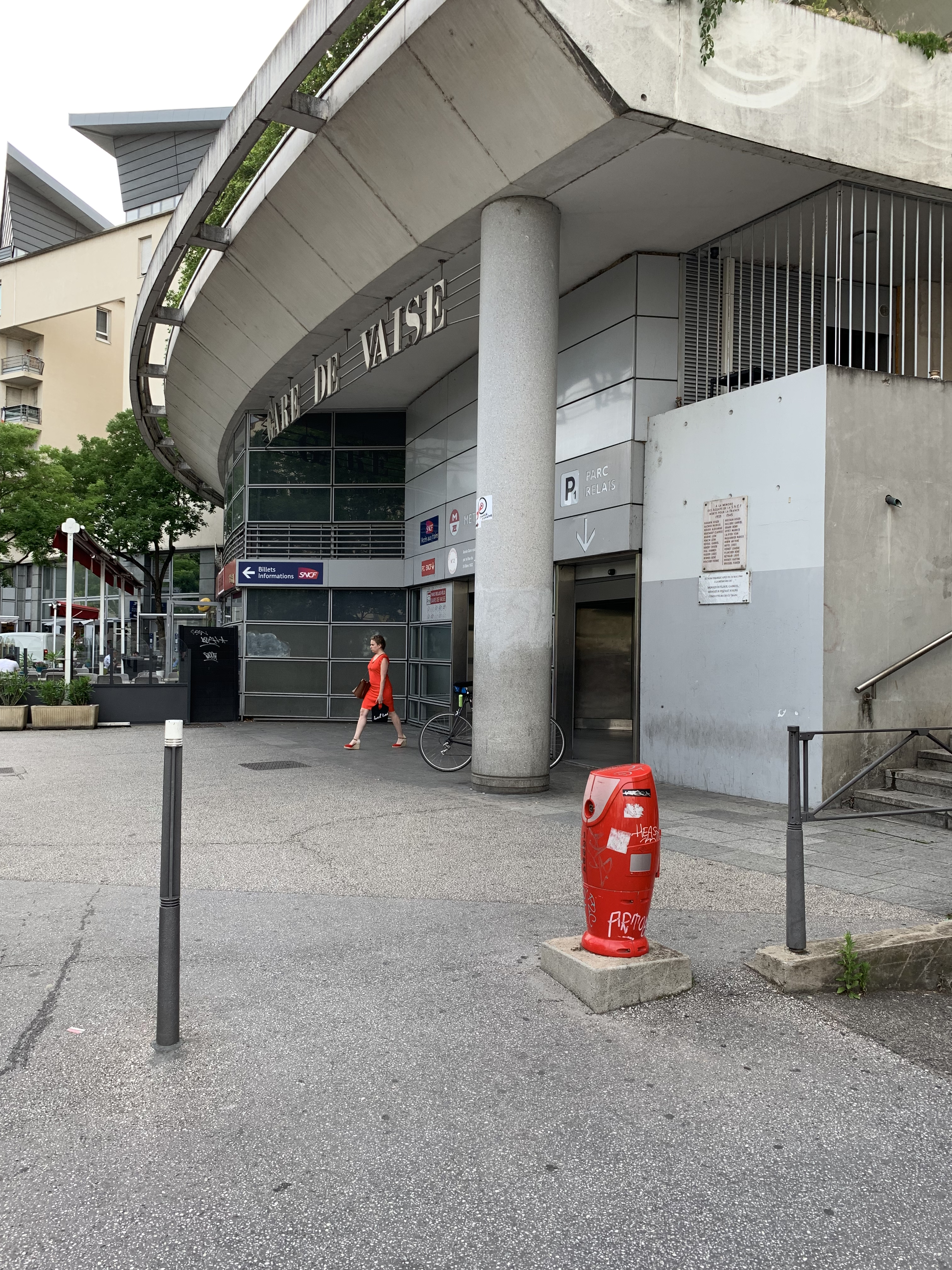
Accès principal du pôle multimodal sur la Place de Paris
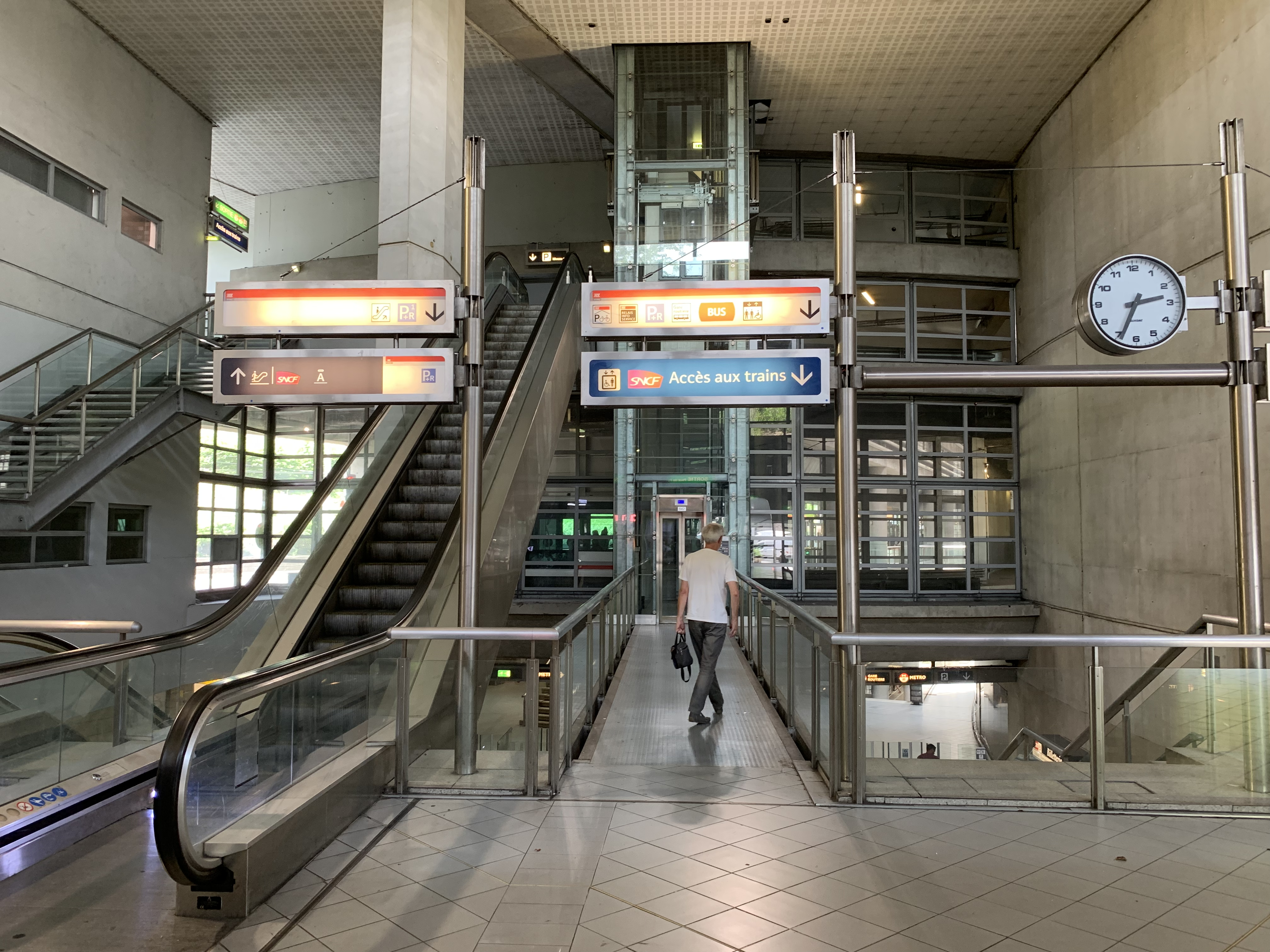
Intérieur de l'accès principal situé Place de Paris
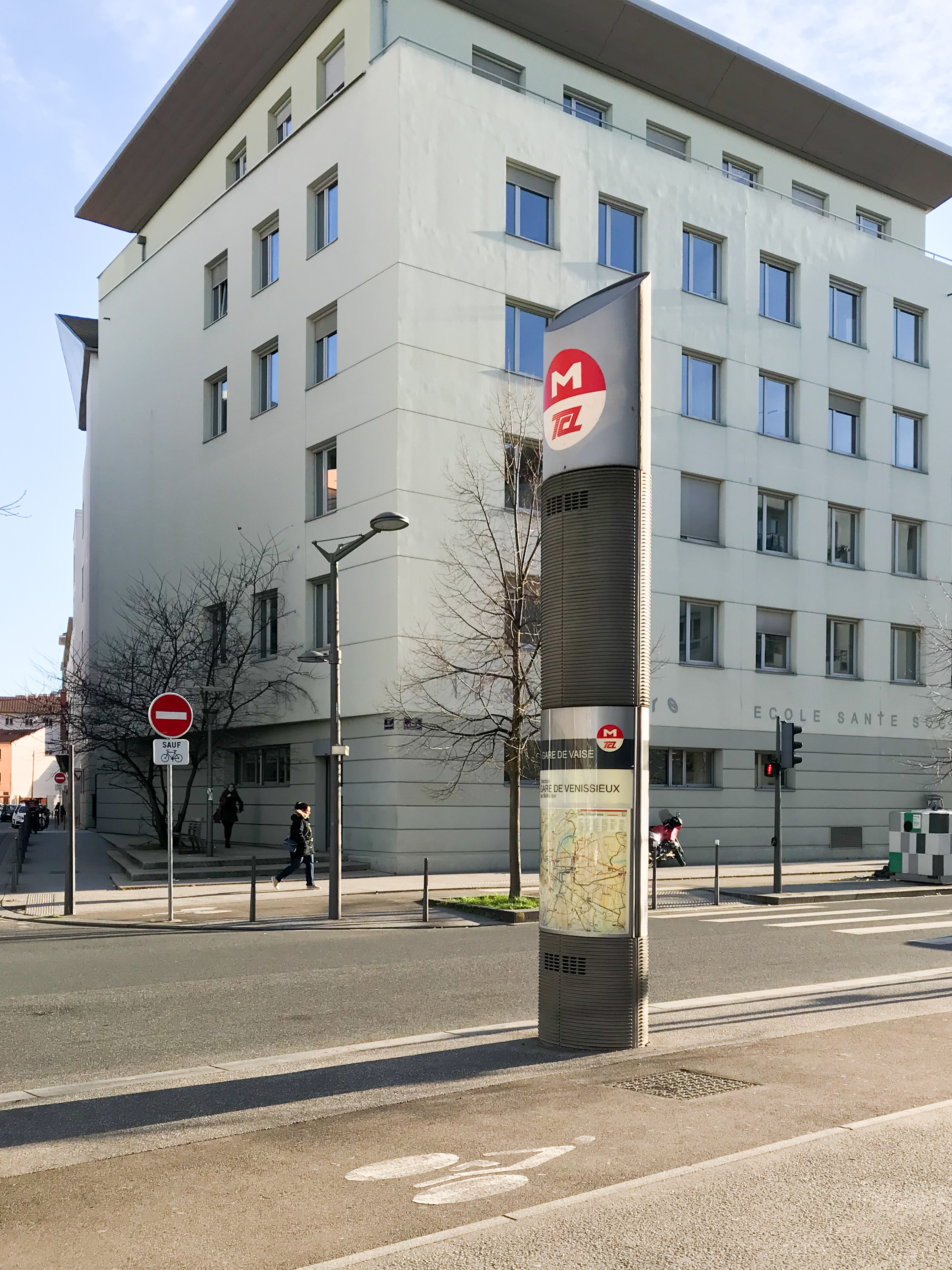
Totem informatif sur la Rue du 24 Mars 1852
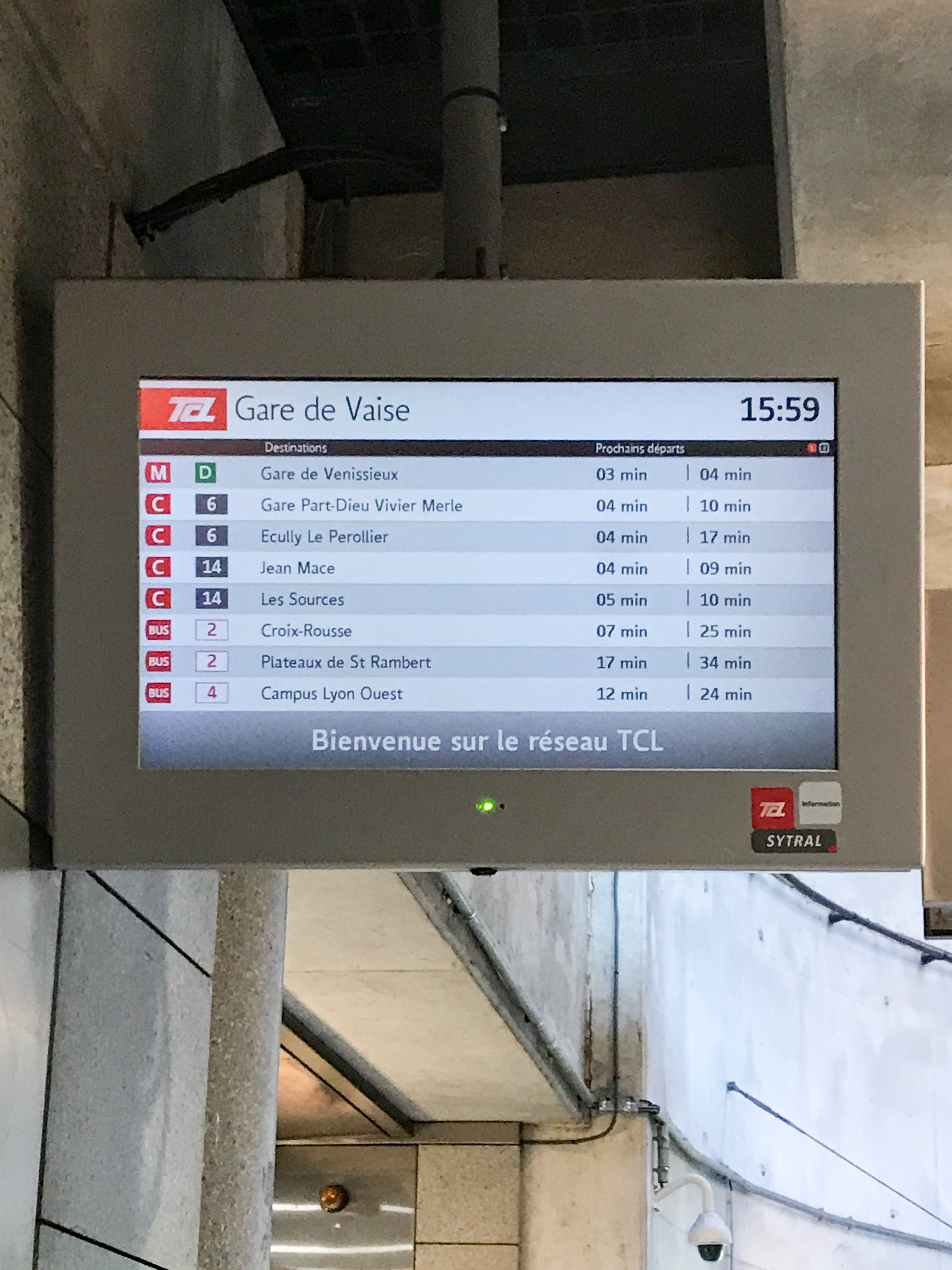
Écran d'information voyageurs TCL indiquant les prochains départs de métro et de bus
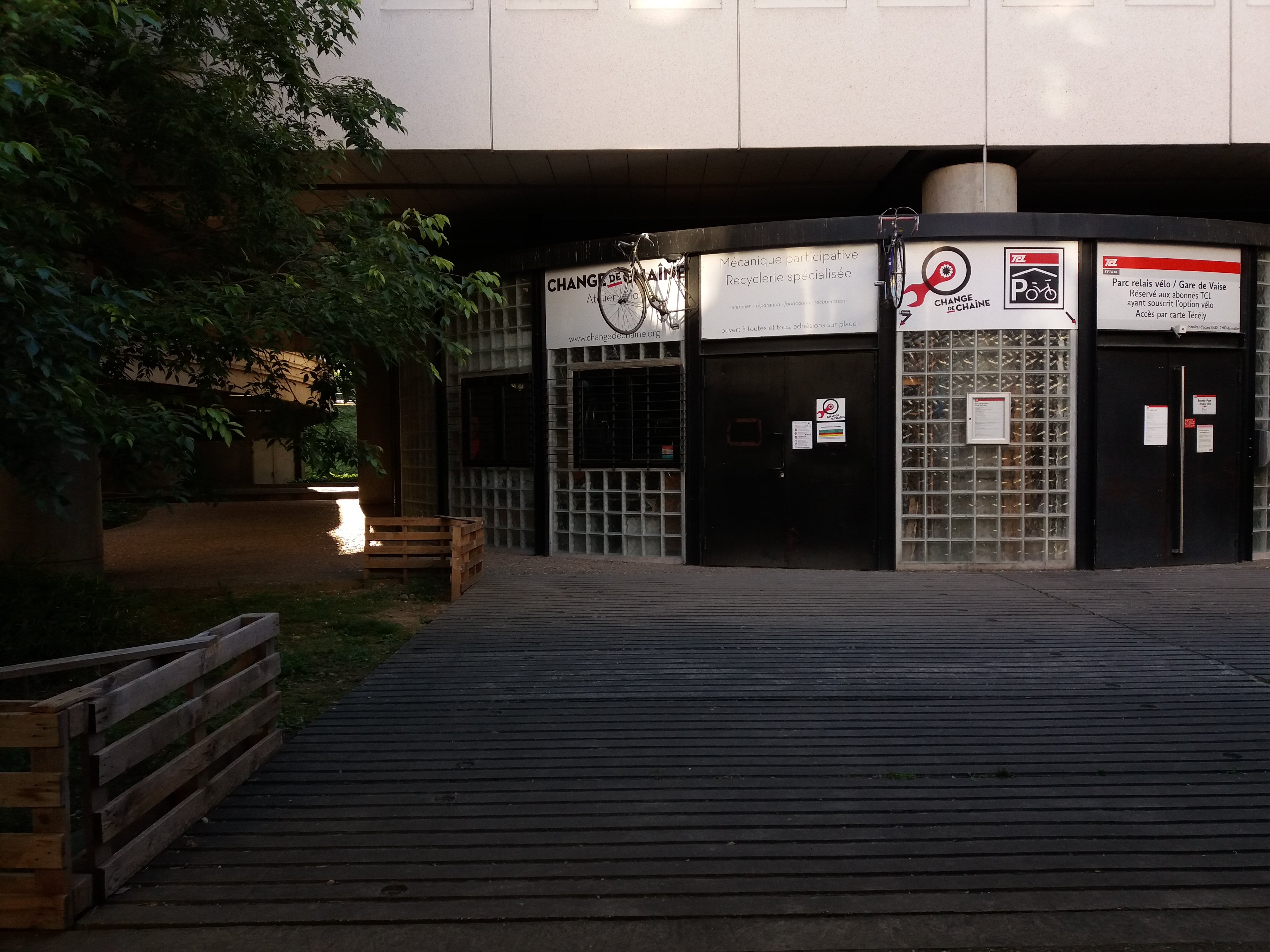
Parc relais vélo TCL
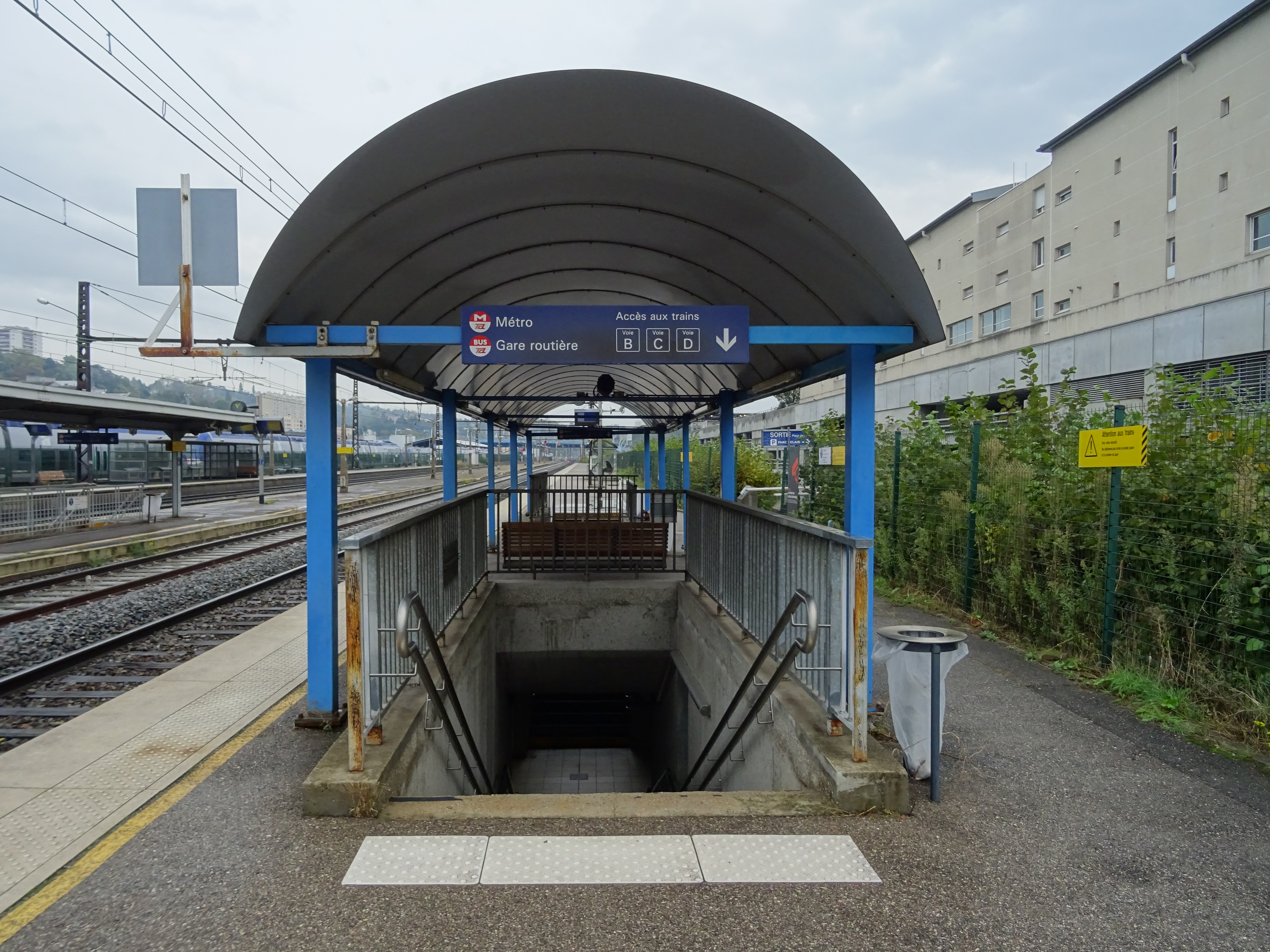
Panneau indiquant la gare routière et la station de métro sur un quai de la gare SNCF
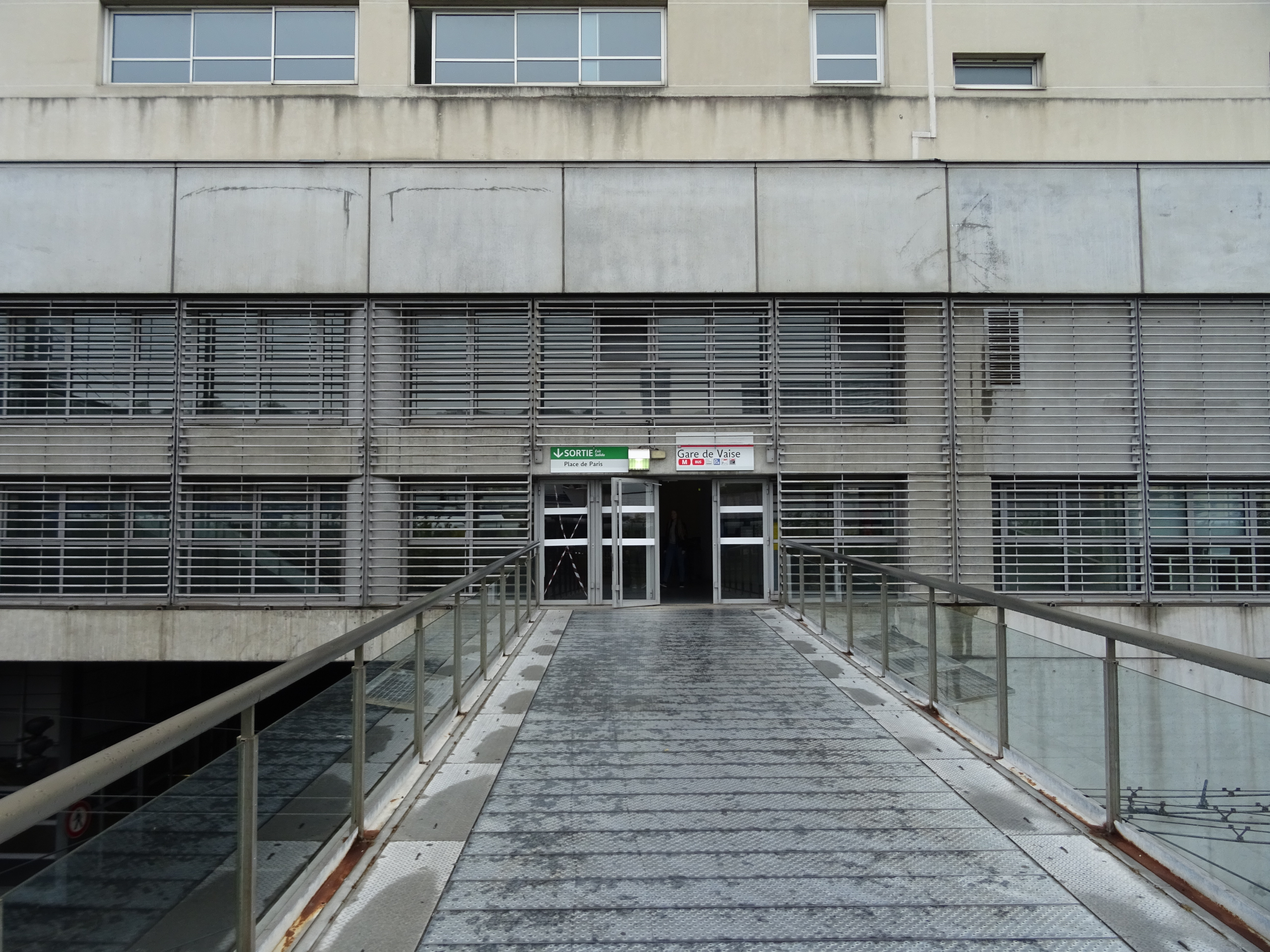
Liaison entre les quais de la gare SNCF et le reste du pôle multimodal

### Gare routière

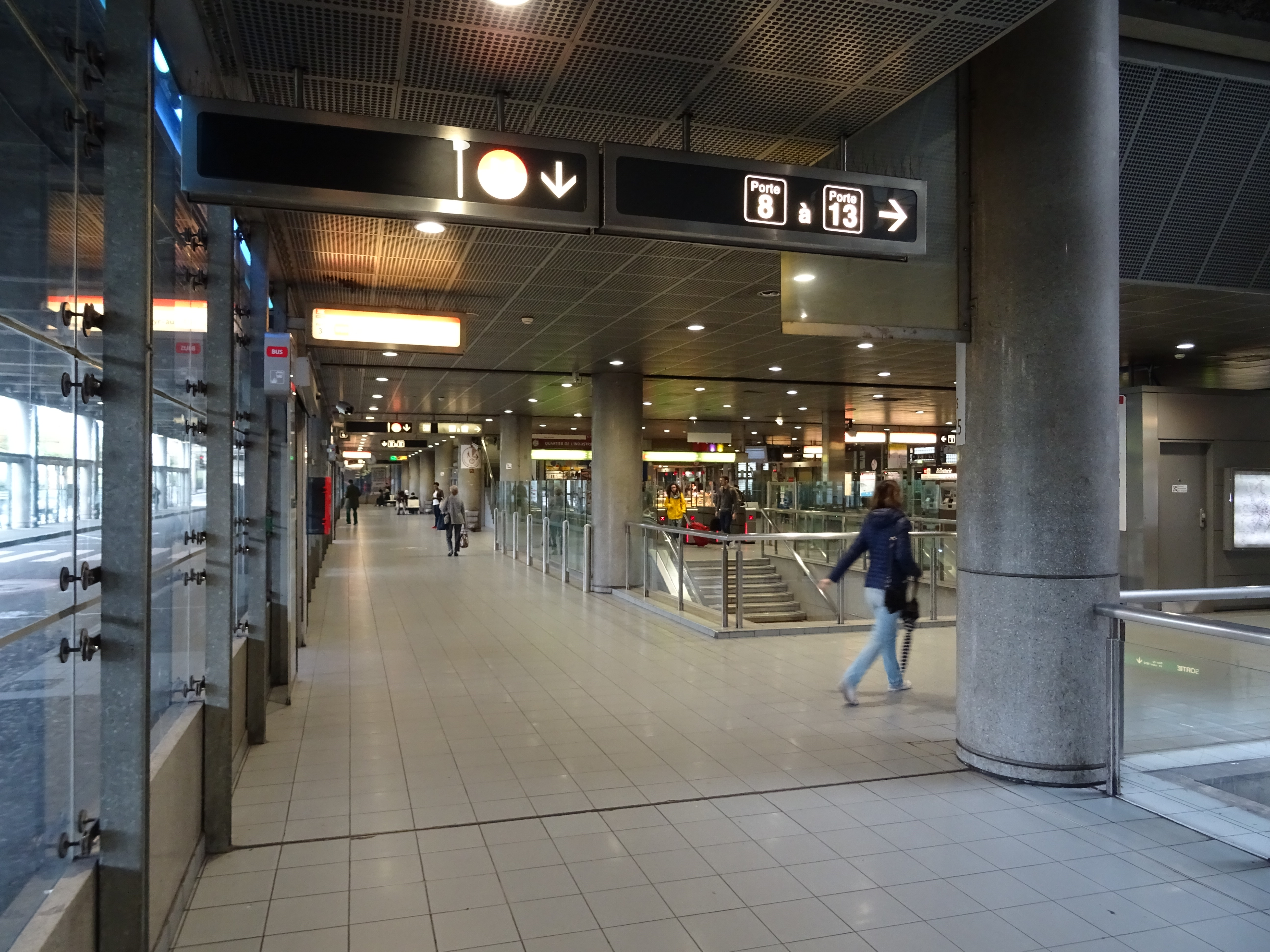
Hall de la gare routière
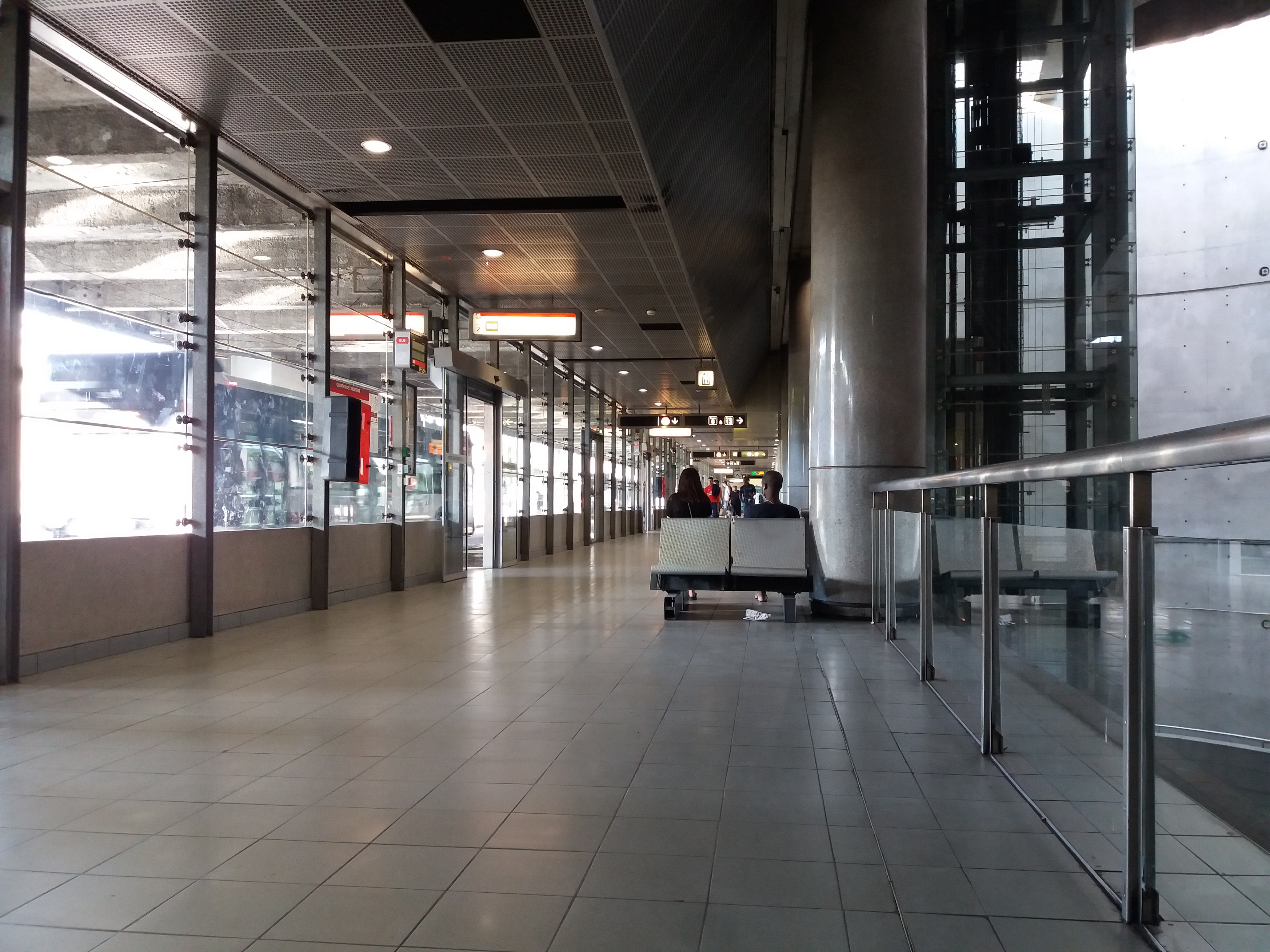
Hall de la gare routière
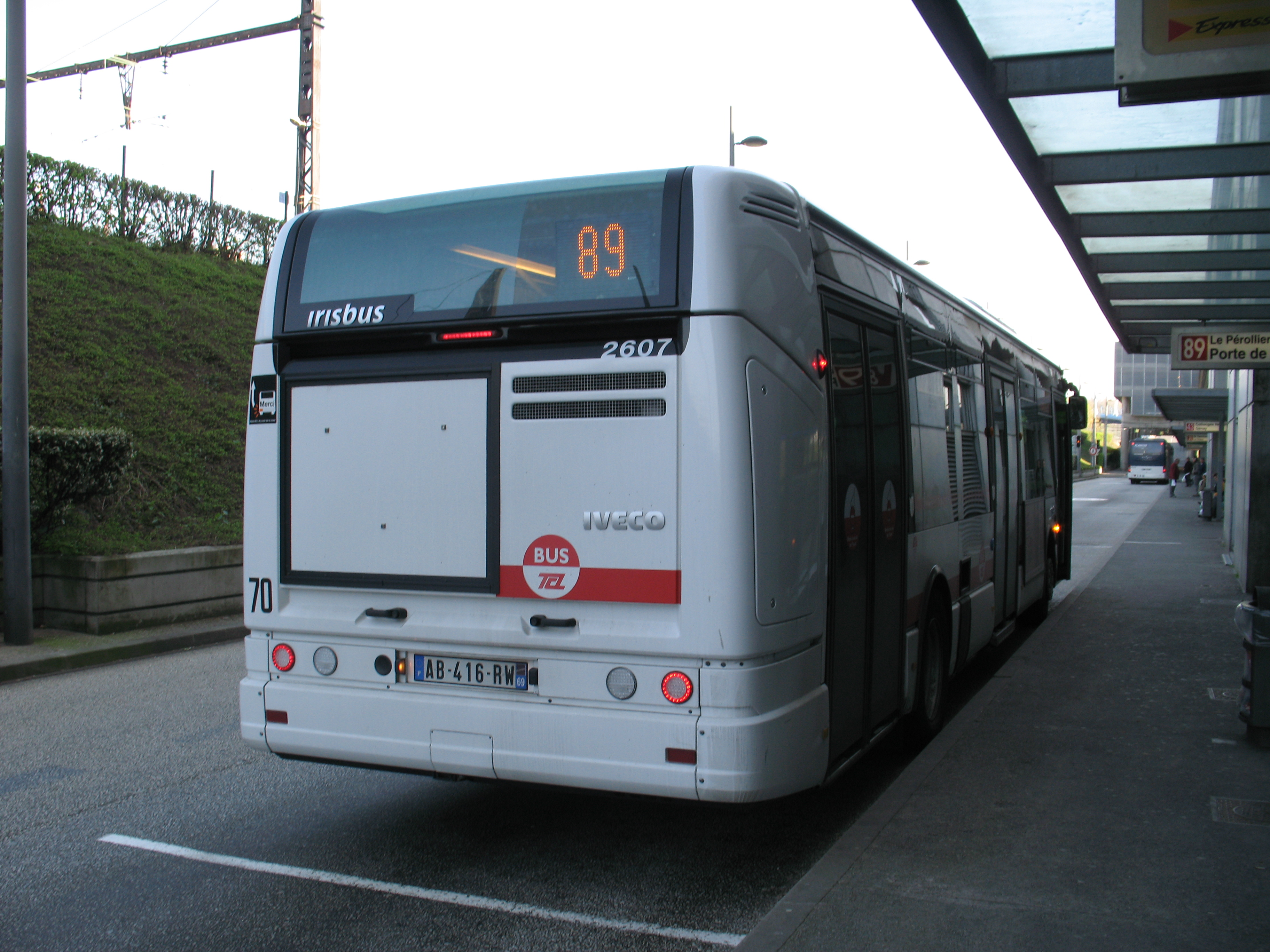
Un Irisbus Citelis 12 assurant un service dominical sur la ligne 89 à destination de Porte de Lyon.
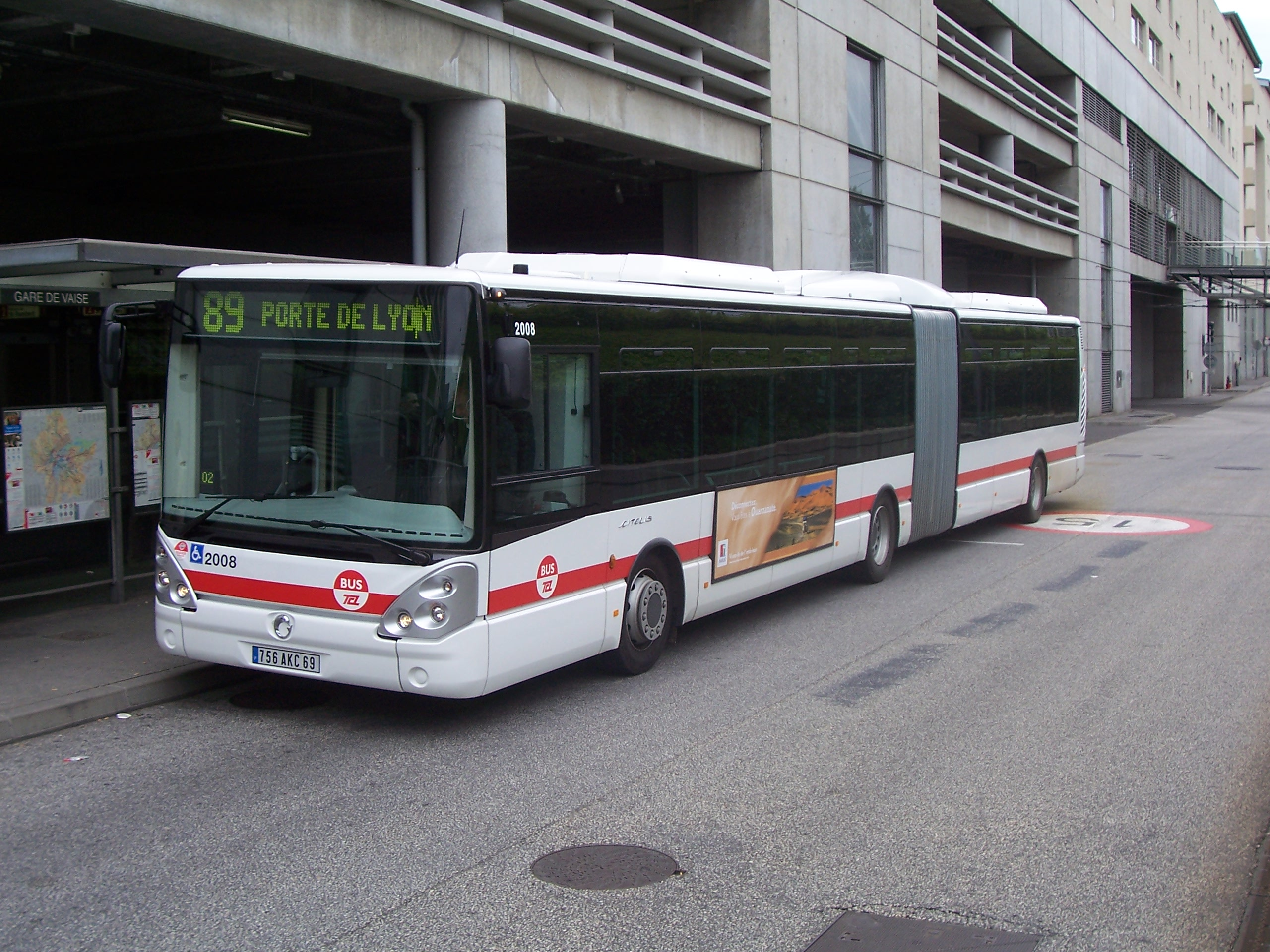
Le réseau de lignes de bus offre des liaisons optimales au pôle d'échanges de la Gare de Vaise. Ce Citelis 18 Euro 3 effectue un service sur la ligne 89.
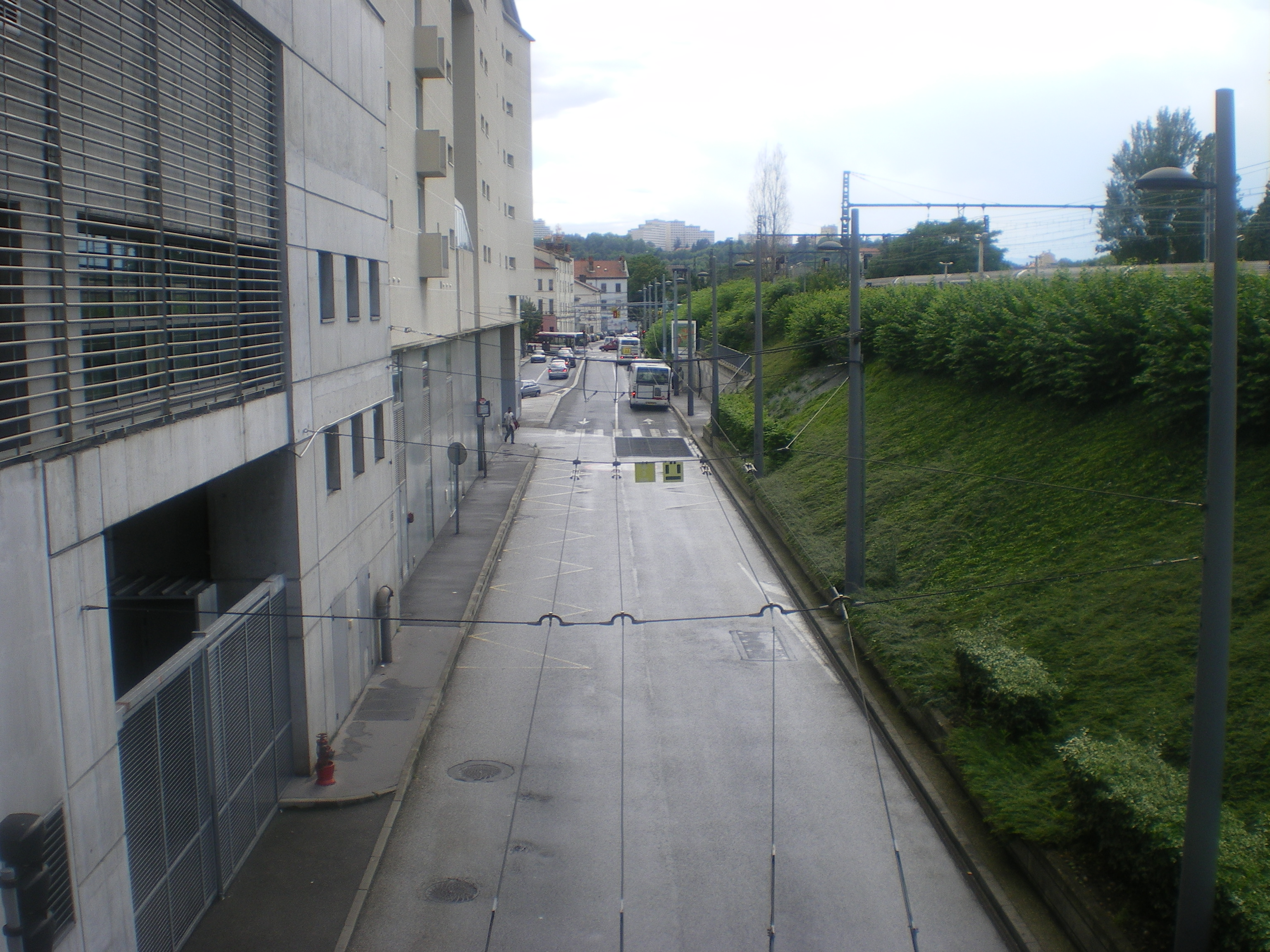
Site propre donnant accès à la gare routière (vue en direction du sud)
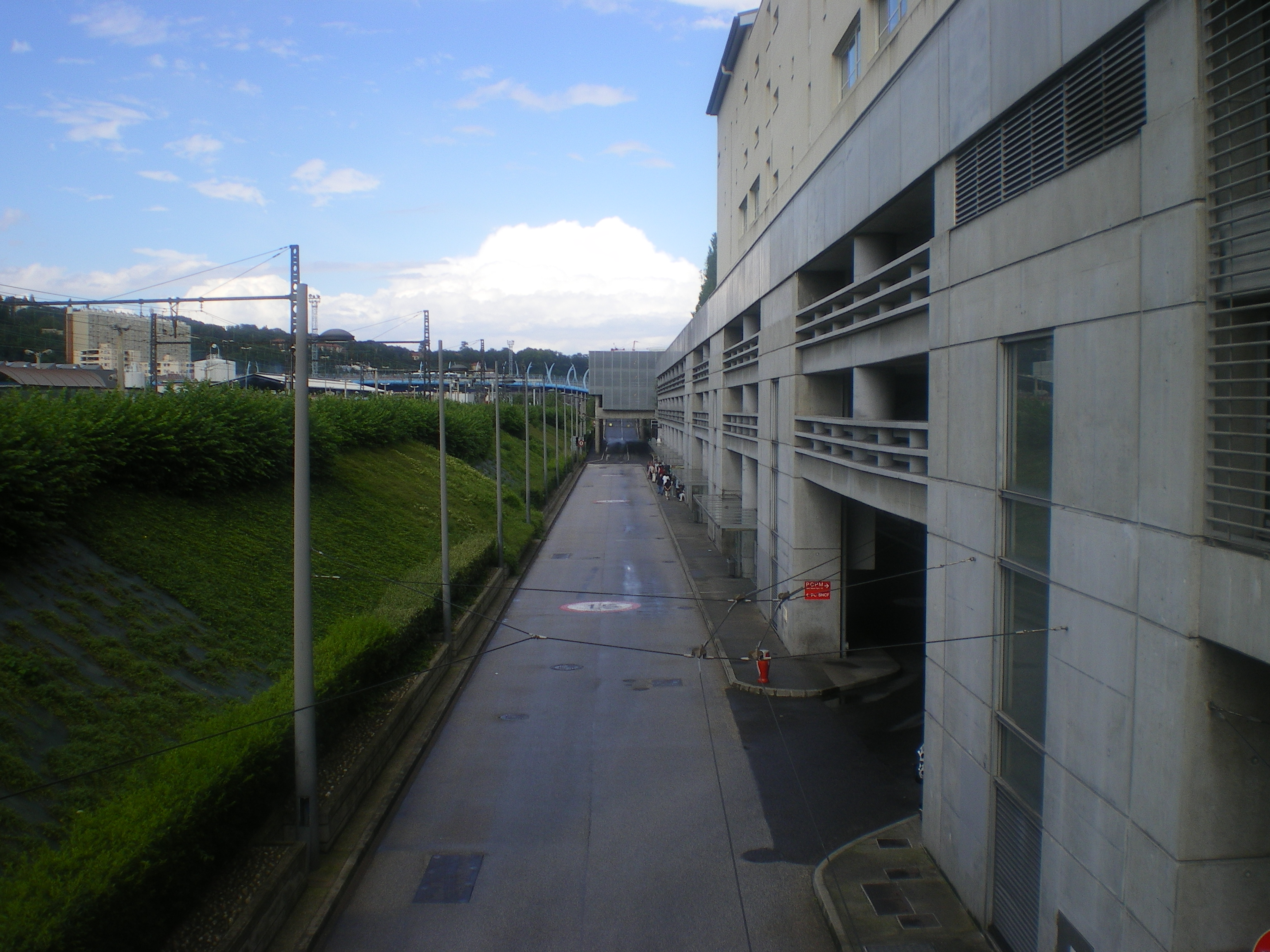
Site propre donnant accès à la gare routière (vue en direction du nord)
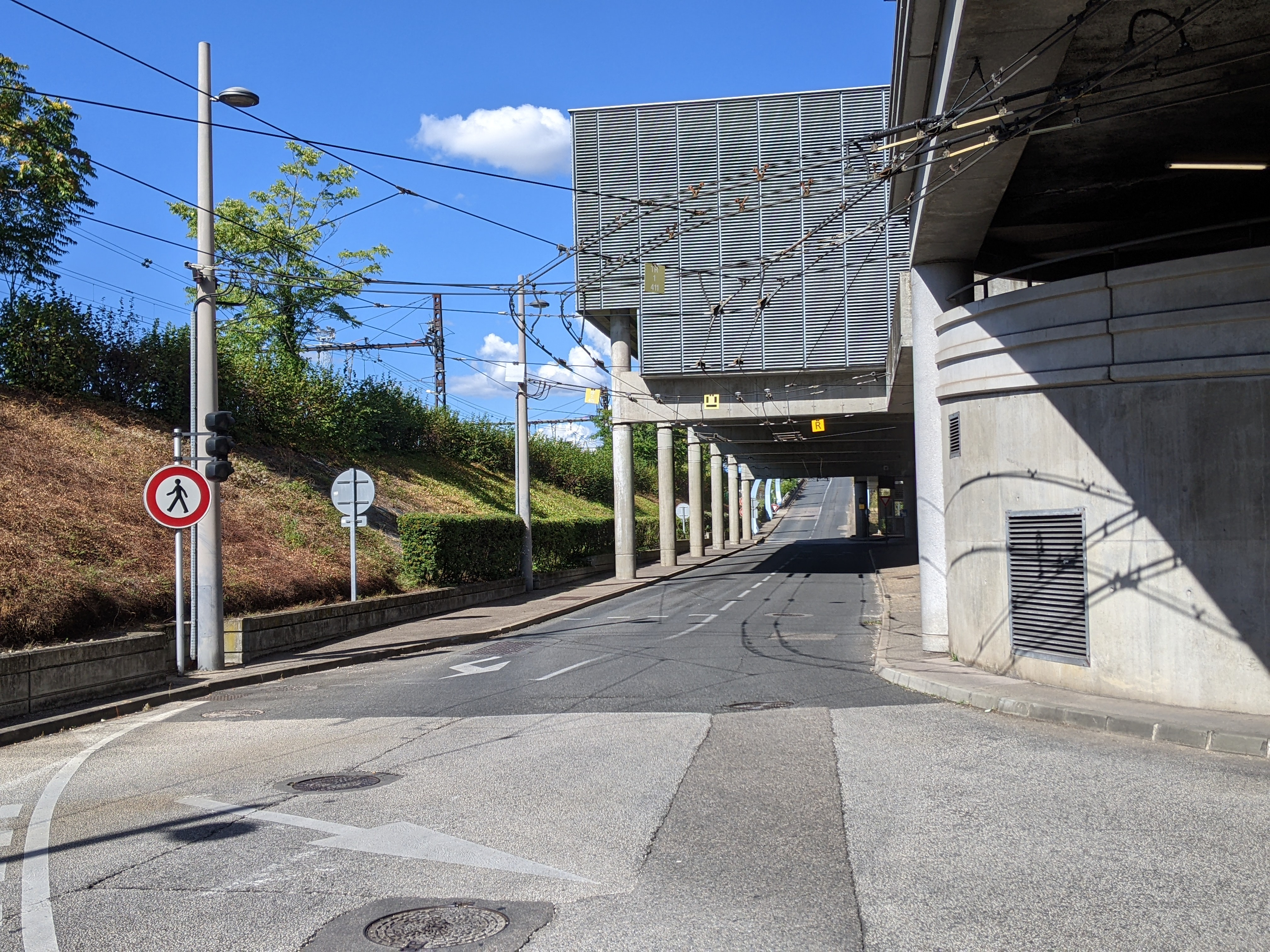
Site propre reliant la Gare de Vaise au quartier de La Duchère, comprenant un viaduc au-dessus des voies ferroviaires puis un tunnel aboutissant sur le Boulevard de Balmont.